# Pärlparakit
Pärlparakit (Pyrrhura lepida) är en fågel i familjen västpapegojor inom ordningen papegojfåglar.

## Utseende
Pärlparakiten är en 24 cm lång långstjärtad parakit. Den har mörk hjässa, fjälligt utseende på nacke och bröst samt blå ton på kinder, bröst och övergump.

## Utbredning och systematik
Pärlparakit delas in i tre distinkta underarter:
- Pyrrhura lepida lepida – förekommer i norra centrala Brasilien (nordöstra Pará och nordvästra Maranhão)
- Pyrrhura lepida anerythra – förekommer i norra centrala Brasilien (östra Pará)
- Pyrrhura lepida coerulescens – förekommer i norra centrala Brasilien (västra och centrala Maranhão)

Arten är nära släkt med rödbukig parakit (P. perlata). Dessa två står närmast brunpannad parakit (P. frontalis) och serrageralparakit (P. pfrimeri).

## Levnadssätt
Pärparakiten hittas i fuktiga skogar, skogsbryn och i uppväxt ungskog. Där påträffas den vanligen flygande genom trädtaket i ljudliga flockar eller tystlåtet födosöka vid fruktbärande träd.

## Status
Pärlparakiten tros minska relativt kraftigt i antal till följd av skogsavverkningar. Internationella naturvårdsunionen IUCN kategoriserar arten som sårbar.